# Энрикес Вильягра, Кристобаль
Кристобаль Гилье́рмо Энрикес Вильягра (исп. Cristóbal Guillermo Henríquez Villagra; род. 7 августа 1996, Сантьяго) — чилийский шахматист, гроссмейстер (2017). Победитель чемпионата Чили по шахматам (2014, 2018, 2019).

## Биография
В 2013 году Кристобаль Энрикес Вильягра выиграл Панамериканский чемпионат по шахматам среди юношей в возрастной группе до 18 лет. В 2014 году он выиграл Панамериканский чемпионат по шахматам среди юниоров и стал третьим на чемпионате мира по шахматам среди юниоров. Трижды выигрывал чемпионат Чили по шахматам (2015, 2017, 2018). В 2015 году занял 2-е место на южноамериканском зональном турнире и завоевал право участвовать в Кубке мира ФИДЕ. В 2015 году в Кубке мира по шахматам в 1-м туре победил Бориса Гельфанда со счетом 2,5:1,5, а во 2-м туре проиграл Хулио Гранда со счетом 0:2. В 2019 году повторно участвовал в Кубке мира по шахматам и в 1-м туре проиграл  Ян-Кшиштофу Дуде со счетом 0,5:1,5. В 2021 году третый раз участвовал в Кубке мира по шахматам и в 1-м туре победил У Вэймин со счетом 2:0, а во 2-м туре проиграл Антону Коробову со счетом 0:2.
Представлял сборную Чили на шахматных олимпиадах (2014-2018).
В ноябре 2021 года в Риге Кристобаль Энрикес Вильягра занял 43-е место на турнире «Большая швейцарка ФИДЕ».
За успехи в турнирах ФИДЕ присвоила Кристобалью Энрикес Вильягра звание международного мастера (IM) в 2013 году и международного гроссмейстера (GM) в 2017 году.

## Изменения рейтинга
| Графики недоступны из-за технических проблем. См. информацию на Фабрикаторе и на mediawiki.org. |